# Pedinophyllum major-perianthium
Pedinophyllum major-perianthium là một loài rêu trong họ Plagiochilaceae. Loài này được C. Gao & G.C. Zhang mô tả khoa học đầu tiên năm 1981.